# Sân vận động Royal Bafokeng
Sân vận động Royal Bafokeng là một sân vận động phục vụ cho bóng đá, bóng bầu dục và điền kinh tại Rustenburg, Nam Phi. Sân vận động này là một trong những nơi tổ chức Giải vô địch bóng đá thế giới 2010. 
Sân được xây và quản lý bởi Royal Bafokeng Nation. Sức chứa của sân đã được nâng từ 38.000 lên 44.530 chỗ để tổ chức năm trận vòng 1 và vòng 2 2010 FIFA World Cup.

## Hình ảnh

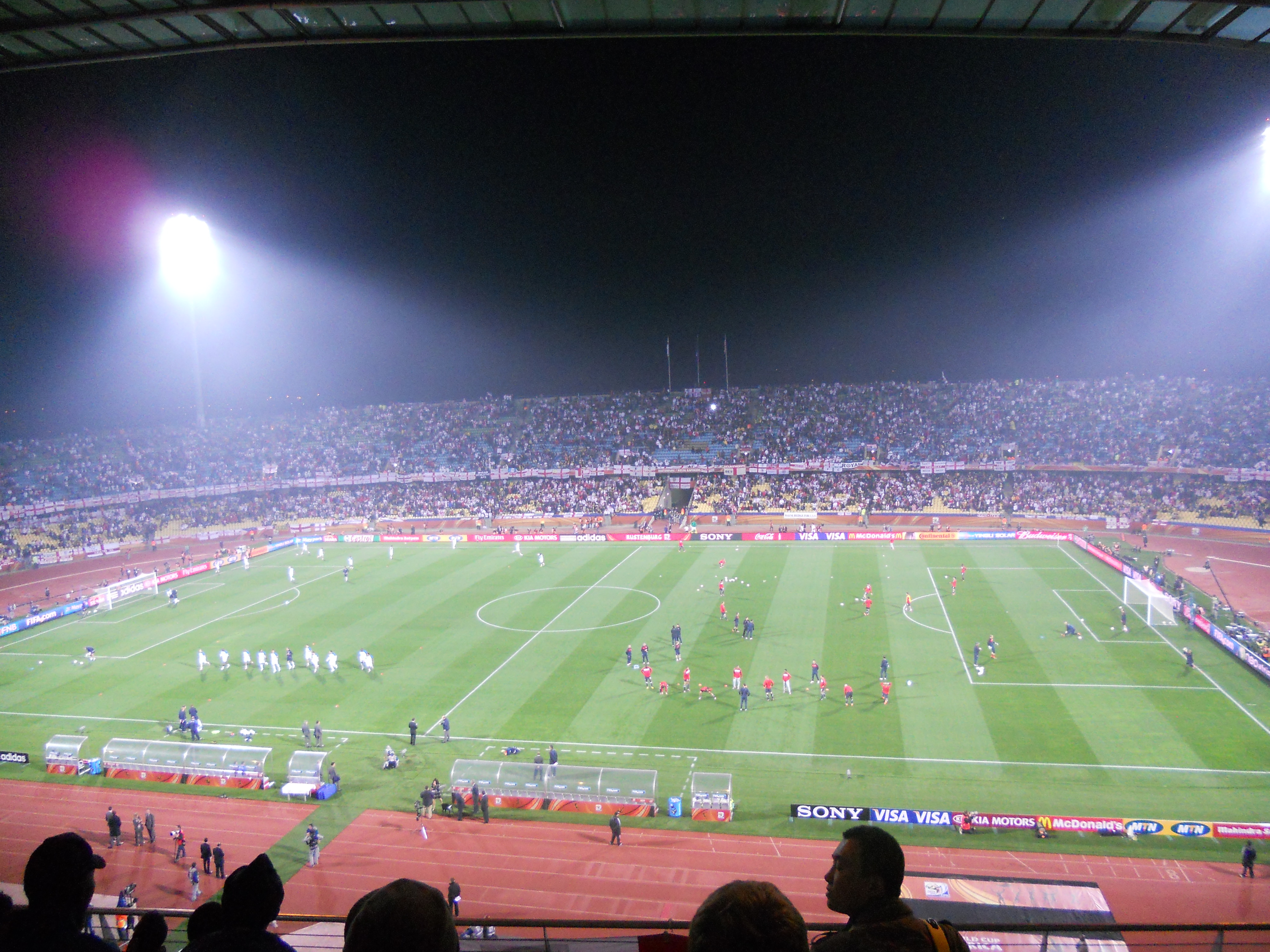
Trận Anh-Mỹ 12/6/2010